# Marc René Marie de Voyer de Paulmy d’Argenson

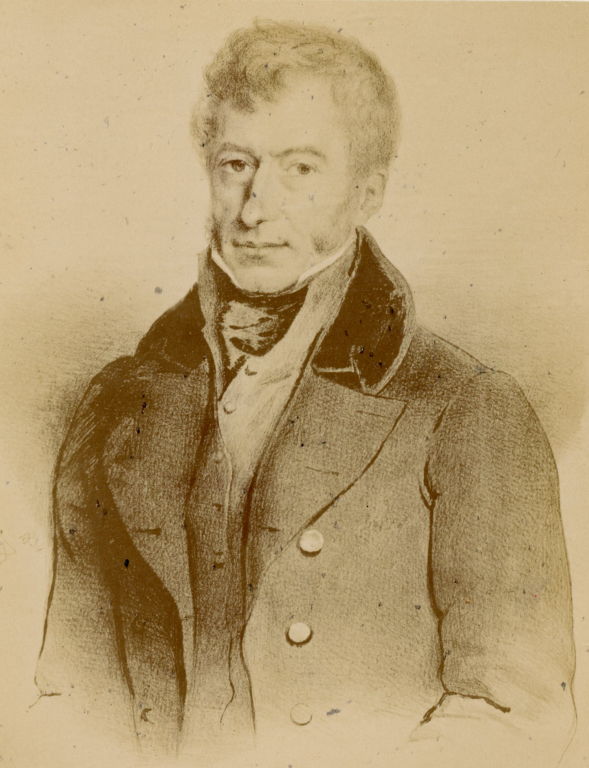
Marc René de Voyer d’Argenson, Fotografie, aus Biographies alsaciennes avec portraits en photographie, Série 1

Marc René Marie de Voyer de Paulmy d’Argenson (* 10. September 1771 in Paris; † 1. August 1842 ebenda), 4. Marquis d’Argenson (1787) war ein französischer Militär, Unternehmer und Politiker.

## Leben
Er war der Sohn von Marc René de Voyer de Paulmy, Comte d’Argenson, und Marie-Constance de Mailly d’Haucourt; er verlor seinen Vater im Alter von zwölf Jahren, seine Mutter im Jahr darauf. Der König ernannt 1782 Pierre Charles Étienne Maignard, Marquis de La Vaupalière zum neuen Grand Bailli de Touraine, doch dieser wünschte, dass das Amt in der Familie Voyer d’Argenson bleibe, obwohl der Erbe erst zwölf Jahre alt war. Der König entsprach dem Wunsch. Allerdings konnte Marc René Marie das Amt erst wegen seines Alters, dann wegen des Ausbruchs der Revolution nicht ausüben.
Er lebte die nächsten Jahre bei seinem Onkel Antoine-René de Voyer de Paulmy, dem 3. Marquis d’Argenson, in Straßburg, dessen Erbe er am 13. August 1787 auch wurde. Hier machte er auch seine Ausbildung, wurde 1789 Leutnant der Dragoner, schloss sich der Revolution an und trat als Aide-de-camp des Generals Wittgenstein, der eine Division an der Maas kommandierte, in die Armee ein. Später diente er in gleicher Funktion unter General La Fayette.
Als La Fayette Frankreich nach dem Tuileriensturm (10. August 1792) verließ, brachte Voyer d‘Argenson eine seiner Schwester nach England, wurde bei seiner Rückkehr fälschlich denunziert (er soll Porträts der königlichen Familie in seinem Besitz gehabt haben) und ließ sich dann in der Touraine nieder. 1796 heiratete er  Sophie de Rosen-Kleinroop (1764–1828), Witwe des guillotinierten Victor de Broglie (1756–1794), dessen vier Kinder er – zusätzlich zu den vier eigenen – aufzog. Die Familie hielt sich abseits der revolutionären Ereignisse und lebte im Schloss Les Ormes im Poitou. Auf seinen Gütern führte er neue Instrumente und Verfahren in der Landwirtschaft ein und installierte aus England importierte Maschinen in seiner Eisenhütte im Elsass.
1809 ernannt ihn Kaiser Napoleon zum Präfekten des Départements Deux-Nèthes (mit der Hauptstadt Antwerpen). Er war bereits in Antwerpen, als die Engländer im August 1809 auf Walcheren landeten (Walcheren-Expedition) und nahm an den Maßnahmen teil, die ergriffen wurden, um sie abzuwehren, leitete dann auch Arbeiten an den Verteidigungsanlagen von Antwerpen.
Als der Bürgermeister von Antwerpen 1813 beim Kaiser denunziert worden war, weil er zusammen mit anderen Personen in der Zollverwaltung Verschwendung begangen haben sollte, und sich in Sicherungsverwahrung befand, als Voyer d’Argenson den Befehl erhielt, dessen Eigentum unter Zwangsverwaltung zu stellen, weigerte er sich mit der Begründung, eine solche Maßnahme sei rechtswidrig. Da seine Haltung Missfallen erregte, gab er im März 1813 das Amt des Präfekten auf und zog sich auf seine Güter im Elsass zurück.
Napoleons Sturz nach der Schlacht von Waterloo brachte ihm die Präfektur von Marseille ein, die er aber mit der Begründung ablehnte, dass er kein öffentliches Amt annehmen werde, „solange Frankreich keine freie Verfassung hat und von fremden Armeen besetzt ist“. Am 12. Mai 1815, während der Herrschaft der Hundert Tage wurde er zum Repräsentanten des Arrondissements Belfort gewählt. Als die neuen Abgeordneten am 5. Juli das Palais Bourbon verschlossen fanden, gehörte er zu denen, die sich bei Lanjuinais trafen, um einen Protest zur Verletzung ihrer Rechte zu verfassen.
Am 22. August 1815 wurde er vom Département Haut-Rhin in die Chambre introuvable gewählt, wo er einer der Redner der Demokratischen Partei wurde (1. Legislaturperiode bis 5. September 1816). Bereits bei der Eröffnung der Sitzung wandte er sich gegen die vorgeschlagenen allgemeinen Sicherheitsmaßnahmen und forderte eine Untersuchung zur Lage des Königreichs; den  Gesetzentwurf über die Einrichtung der Cours prévotales (ein Sondergericht, das summarisch und ohne Berufungsmöglichkeit politische Delikte aburteilen sollte) lehnte er offen ab.
Auch der am 4. Oktober 1816 gewählten Kammer gehörte er für das Département Haut-Rhin an (2. Legislaturperiode bis 24. Dezember 1823). Hier machte er nun deutlich, dass er die Weigerung der Regierung, protestantische Kinder in die Collèges aufzunehmen, ablehnte. Zudem war er einer der Gründer der Zeitschrift Le censeur européen und des Club de la liberté de la presse. Bei der Wahl von 1824 wurde ihm wegen seiner liberalen Ideen die Wiederwahl versagt, er kehrte aber am 26. April 1828 in die Kammer mit der Regierung Martignac zurück (jetzt für das Département Eure, 4. Legislaturperiode), wo er sich entschlossen für die Freiheit der Presse und des öffentlichen Gottesdienstes einsetzte. Nach dem Tod seiner Frau am 31. Oktober 1828 demissionierte er am 15. Juli 1829.
Als Anhänger der Julirevolution von 1830 wurde Voyer d‘Argenson am 21. Oktober 1830 für Châtellerault gewählt. Bei seinem Eid auf Louis-Philippe I. am 3. November fügte er hinzu, dass dieser nur gelte, wenn er dem „Fortschritt der öffentlichen Vernunft“ diene. Seine unabhängige Haltung führte zu seiner Niederlage im folgenden Jahr bei den Wahlen in Châtellerault (Juni 1831), aber er rückte am 1. Oktober 1831 für Straßburg nach, als La Fayette für Meaux optierte.
Er forderte, dass die Höhe der Steuern nach sozialen Verhältnissen geordnet werden sollte, und plädierte für eine einkommensproportionale Einheitssteuer analog der englische Einkommensteuer, und griff diesen Gedanken in seinen Reden und Artikeln unablässig auf (siehe seine Briefe in La Tribune vom 20. Juni 1832). Obwohl er Eigentümer von Eisenhütten war, widersetzte er sich den protektionistischen Gesetzen, die er für schädlich für die Arbeiter hielt. Er wurde zum Sprachrohr für fortschrittlicher Ideen, subventionierte oppositionelle Zeitungen, insbesondere die landesweiten, und nahm Filippo Buonarroti in sein Haus auf, der 1796 in die Verschwörung von „Gracchus“ Babeuf verwickelt war. Im Oktober 1833 gehörte er zu den Unterzeichnern eines Manifests, das von der Société des droits de l’homme veröffentlicht wurde. Er wurde sogar wegen einer Broschüre mit dem Titel Boutade d’un homme riche à sentiments populaires vor Gericht verklagt und hielt eine Rede vor der Jury, in der er sehr gewagte Gesellschaftstheorien aufstellte.
Allmählich entmutigt, zog er sich aus den öffentlichen Angelegenheiten zurück, als er 1834 nicht wiedergewählt wurde. Er verweigerte nun sogar politische Tätigkeit in seiner Gemeinde und lebte zurückgezogen in La Grange im Wald von La Guerche, wo er seinen Erfindungsgeist der Entwicklung von Verbesserungen in der Landwirtschaftlicher widmete. Schließlich kehrte er nach Paris zurück, wo er am 1. August 1842 starb. Er wurde auf dem Friedhof Montmartre in der Familiengruft (19. Abteilung) bestattet.

## Ehe und Nachkommen
Marc-René de Voyer d’Argenson heiratete 1796 Sophie de Rosen-Kleinroop (* 16. März 1764 in Paris), Tochter von Eugène Octave Augustin, Comte de Rosen, Marquis de Bollwiller, und Marie Antoinette Jouvenel de Harville des Ursins. Sie hatte ihren ersten Ehemann Claude-Victor de Broglie unter der Guillotine verloren und war selbst nur der Hinrichtung entgangen, weil ihr die Flucht aus dem Gefängnis und ins Ausland gelang. Sie kehrte nach dem 9. Thermidor (dem Sturz Robespierres) nach Frankreich zurück und konnte mit Hilfe Voyer d’Argensons ihren Besitz zurückbekommen. Während der Restauration gehörte sie zum Kreis um Germaine de Staël, deren Tochter aus erster Ehe ihren Sohn heiratete, und Mathieu de Montmorency-Laval. Sie starb in Paris am 31. Oktober 1828. Ihre Kinder waren:
- René (* 20. April 1796 in Boulogne-sur-Seine; † 31. Juli 1862), 1842 5. Marquis d’Argenson, Conseiller général de la Vienne, Historiker; ⚭ 1821 Anne-Marie Faure
- Sophie (* 1802; † 24. September 1860 in Anduze); ⚭ 16. März 1825 Louis Joseph Reynaud de Bologne, Baron de Lascours (* 17. Dezember 1786 in Lascours; † 28. Januar 1850), Député du Gard, Divisionsgeneral
- Victorine (* 13. Juli 1804 in Les Ormes; † 1880); ⚭ 9. Januar 1825 André Rodolphe de Crouy-Chanel (* 18. Februar 1802 in Amiens; † 28. Oktober 1879 in Poitiers), Bürgermeister von La Guerche, Conseiller général d’Indre et Loire, Maler und Historiker
- Elisabeth (* 12. Juli 1804 in Les Ormes; † 18. Oktober 1847 auf Schloss Oiron); ⚭ 6. September 1827 Pierre-Fournier de Boisairault, Baron d’Oiron (* 12. März 1803 in Oiron; † 17. Juli 1877 in Paulmy)